# Papa Teodor al II-lea
Papa Teodor al II-lea (n. 840 d.Hr., Roma, Imperiul Franc – d. 20 decembrie 897 d.Hr., Roma, Sfântul Imperiu Roman) a fost  Papă al Romei pentru 20 de zile în decursul lunii decembrie 897. Conform istoricului contemporan Frodoard, Papa Teodor al II-lea a fost iubit de cler, fiind un om pașnic, cast și temperat, care a dat dovadă de multă compasiune față de săraci. Papa Teodor al II-lea a recuperat cadavrul regăsit al lui Papa Formosus și l-a înhumat la bazilica St.Petru.   